# ديلان ديليجني
ديلان ديليجني (بالفرنسية: Dylan Deligny)‏ (5 أغسطس 1993 بأوشيل في فرنسا - ) هو لاعب كرة قدم فرنسي في مركز الوسط. شارك مع منتخب فرنسا تحت 17 سنة لكرة القدم ومنتخب فرنسا تحت 18 سنة لكرة القدم. أما مع النوادي، فقد لعب مع إف91 دوديلانج ونادي كليرمونت 63 ونادي لانس.

## روابط خارجية
- ديلان ديليجني على موقع قاعدة بيانات كرة القدم.إي يو (الإنجليزية)
- ديلان ديليجني على موقع Soccerway.com (الإنجليزية)